# ITunes Live: From London
ITunes Live: From London è il secondo EP della cantante inglese Duffy.

## Tracce
1. Mercy
2. Tomorrow
3. Rockferry
4. Breaking My Own Heart